# Пожечевський Віктор Олександрович
Віктор Олександрович Пожечевський (нар. 4 лютого 1951, Полтава, УРСР) — заслужений тренер України, колишній тренер полтавської «Ворскли», ашгабатського «Копетдага» та збірної Туркменістану, начальник управління з питань сім'ї, молоді та спорту Полтавської облдержадміністрації.

## Біографія
Футбольну майстерність сім років здобував у групі підготовки «Колоса» під керівництвом відомого тренера Івана Івановича Горпинка. Виступав за команду 20-го заводу. Згодом захищав кольори команди «Луч» заводу ГРЛ. За цей час заочно закінчив Київський інститут фізичної культури і спорту за спеціальністю «тренер-викладач». Потім була служба в Збройних силах, яку проходив у Казахстані. Повернувшись додому, їздив із полтавською командою «Сільбуд» на навчально-тренувальні збори. Втім, у професійному футболі не грав — надзвичайно сильною була конкуренція.
Тренерська кар'єра розпочиналася у дитячій групі підготовки, у дитячо-юнацькій спортивній школі, у фізкультурно-спортивному товаристві «Колос». Потім запросили у команду майстрів класу «А» — «Колос». Був адміністратором, начальником команди. А коли «Колос» вибув із другої ліги, допомагав Анатолію Штриголю тренувати команду «Кооператор», створену при кооперативному інституті. Незабаром було створено «Ворсклу», яку очолив уже сам. Через два роки вдалося повернутися до другої ліги, потім – до першої, а ще через кілька років – до вищої, за що отримав звання заслуженого тренера. Відразу ж ворскляни зуміли здобути бронзові медалі вищої ліги та здобули путівку до Кубка УЄФА, чого поки не вдавалося іншим тренерам українського чемпіонату.
Пізніше, будучи головним тренером збірної Туркменістану, Віктор Пожечевський вивів її до вісімки найкращих команд Азії, а туркменську команду «Копетдаг» — до чемпіонства у національній першості.
З 2015 року на заміській базі ФК «Полтава» у Копилах проходить щорічний футбольний турнір, який носить ім'я Пожечевського. У 2017 році турнір вперше виграв «Кремінь».

## Тренерські досягнення
- Бронзовий призер чемпіонату України 1997
- Переможець першості України у першій лізі 1996
- Чемпіон Туркменістану: 1998